# Beinir Sigmundsson
Beinir Sigmundsson fue un caudillo vikingo y bóndi de Skúvoy, Islas Feroe en el siglo X que junto a su hermano Brestir Sigmundsson, dominaban una extensión del archipiélago y mantenían una disputa territorial con el caudillo y godi Havgrímur por Stóra Dímun. Beinir aparece como personaje histórico en la saga Færeyinga.
Beinir era hijo de Sigmund el Viejo (nórdico antiguo: hinn gamli), casó con Torah y tuvieron un hijo llamado Torir Beinisson. En 970 Beinir y su hermano murieron en una emboscada auspiciada por el poderoso godi Havgrímur y el vikingo Svínoyar-Bjarni.